# الهدف هونغ كونغ (فلم 1953)
الهدف هونغ كونغ (بالإنجليزية: Target Hong Kong) هو فيلم أكشن نوار أمريكي من إنتاج عام 1953 وبطولة ريتشارد دينينغ.

## روابط خارجية
- مقالات تستعمل روابط فنية بلا صلة مع ويكي بيانات